# Мочалов, Николай Иванович
Николай Иванович Мочалов (8 февраля 1939 — 30 октября 2015, Киров, Российская Федерация) — советский и российский тренер по биатлону, заслуженный тренер РСФСР.

## Биография
Как спортсмен выступал за сборную центрального совета «Динамо». Мастер спорта СССР по лыжным гонкам и биатлону.
Являлся основателем биатлона в обществе «Динамо» и в Кировской области (1965). Вывел область в десятку лучших биатлонных регионов СССР. Его воспитанники завоевали 8 медалей на первенствах и кубках мира, трое — на кубках Европы, 12 — на первенствах и кубках СССР и России. Алексей Коновалов был 10-м на чемпионате мира-1996, Ирина Агалакова выигрывала в эстафетах на Кубке мира. Николай Троегубов победил на первом чемпионате страны среди ветеранов в 2001 г.
Оптимизацию известной биатлонной школы тренер описывает так:

 «Но мы благодаря чепецкому спонсору смогли ещё протянуть лет пять лет, до 2001 г. Тогда в облспорткомитете мне прямо сказали: денег нет, отпускай спортсменов в другие регионы, ни одного человека не можем содержать. Хочешь — работай на общественных началах. Мне пришлось уволиться». — 

## Награды и звания
Заслуженный тренер РСФСР.